# Glastonbury 2000
Glastonbury 2000 è un album live del cantautore britannico David Bowie, registrato il 25 giugno 2000 durante il Glastonbury Festival, e pubblicato postumo il 30 novembre 2018.

## Tracce
- Tutti i brani sono opera di David Bowie, tranne dove indicato diversamente.

CD 1
1. Introduction (Greensleeves) - 1:48
2. Wild Is the Wind (Dimitri Tiomkin, Ned Washington) - 6:54
3. China Girl (Iggy Pop) - 4:24
4. Changes - 3:40
5. Stay - 7:12
6. Life on Mars? - 4:42
7. Absolute Beginners - 7:50
8. Ashes to Ashes - 5:21
9. Rebel Rebel - 4:12
10. Little Wonder (Bowie, Reeves Gabrels, Mark Plati) - 3:57
11. Golden Years - 4:07

CD 2
1. Fame (Bowie, John Lennon, Carlos Alomar) - 4:25
2. All the Young Dudes - 3:43
3. The Man Who Sold the World - 3:51
4. Station to Station - 9:49
5. Starman - 4:50
6. Hallo Spaceboy (Bowie, Brian Eno) - 5:28
7. Under Pressure (Bowie, Queen) - 5:23
8. Ziggy Stardust - 3:54
9. Heroes (Bowie, Brian Eno) - 5:57
10. Let's Dance - 7:06
11. I'm Afraid of Americans - 5:43